# سیارک ۱۷۱۱۵
سیارک ۱۷۱۱۵ (به انگلیسی: 17115 Justiniano، نامگذاری:1999JT54) هفده هزار و صد و پانزدهمین سیارک کشف شده‌است که در ۱۰ مه ۱۹۹۹ کشف شد.
قدر مطلق سیارک برابر ۱۶.۲ است.